# Sons o' Guns
Sons o' Guns is een Amerikaanse filmkomedie uit 1936 onder regie van Lloyd Bacon. Destijds werd de film in Nederland uitgebracht onder de titel De papsoldaat.

## Verhaal
Tijdens de Eerste Wereldoorlog speelt Jimmy Canfield mee in een patriottische voorstelling op Broadway. Hij speelt de rol van een heldhaftige soldaat, maar hij wil niet in dienst gaan bij het leger. Door een misverstand komt hij uiteindelijk toch terecht aan het front in Frankrijk. Hij valt er voor de barmeid Yvonne en wordt gearresteerd als spion.

## Rolverdeling
| Acteur          | Personage                |
| --------------- | ------------------------ |
| Joe E. Brown    | Jimmy Canfield           |
| Joan Blondell   | Yvonne                   |
| Beverly Roberts | Mary Harper              |
| Eric Blore      | Hobson                   |
| Craig Reynolds  | Luitenant Burton         |
| Wini Shaw       | Bernice Pearce           |
| Joe King        | Generaal Harper          |
| Robert Barrat   | Pierre                   |
| G.P. Huntley    | Kapitein Ponsonby-Falcke |
| Frank Mitchell  | Ritter                   |
| Bert Roach      | Vogel                    |
| David Worth     | Arthur Traver            |
| Hans Joby       | Duitse gevangene         |
| Michael Mark    | Carl                     |
| Otto Fries      | Duitse spion             |